# Fred Taylor (Radsportler)
Frederick „Fred“ Taylor (* 8. März 1890 in Newark (New Jersey); † Januar 1968) war ein US-amerikanischer Radrennfahrer.

## Sportliche Laufbahn
Taylor war Bahnradsportler und Teilnehmer der Olympischen Sommerspiele 1920 in Antwerpen. Er startete in drei Disziplinen. 
Im Sprint gewann er die ersten beiden Runden und schied im Halbfinale gegen Harry Ryan aus. In der Mannschaftsverfolgung kam der Vierer der USA mit Christopher Dotterweich, Anthony Young, Willie Beck und Fred Taylor auf den 8. Platz. Im Punktefahren schied er aus.
1920 siegte er in der nationalen Meisterschaft im Sprint der Amateure. Er startete für den New York Athletic Club. Später bestritt er auch Sechstagerennen und wurde 1922 in New York City mit Harry Kaiser und 1924 mit Maurice Declerq in Chicago Zweiter.